# Acanthognathus lentus
Acanthognathus lentus (лат.) — вид муравьёв рода Acanthognathus из трибы Dacetini, встречающийся в тропиках Центральной Америки (Гондурас). Заднебоковые углы головы гладкие и блестящие. Сходен с Acanthognathus ocellatus. Имеют красноватую окраску и мощные развитые мандибулы, по размеру сравнимые с мандибулами муравьёв рода Odontomachus.
Эти хищные муравьи живут небольшими колониями из не менее чем 30 взрослых особей. Длина рабочих около 4 мм. Усики самок и рабочих 11-члениковые, а самцов — 12-члениковые. Формула щупиков: 5,3 (нижнечелюстные + нижнегубные). Вид был впервые описан американским мирмекологом Уильямом Манном (William M. Mann; 1886—1960).